# Madison Hotel (Memphis)
El Madison Hotel o Tennessee Trust Bank  es un hotel boutique de lujo en el centro de la ciudad de Memphis, en el estado de Tennessee (Estados Unidos).

## Historia
Construido en 1905, el edificio Tennessee Trust de 14 pisos fue uno de los primeros rascacielos del centro de Memphis. Fue diseñado por el estudio de arquitectura Charles O. Pfeil & George M. Shaw, especializado en el estilo neoclásico ornamentado. El edificio fue construido con una gran bóveda subterránea, que actualmente se usa como gimnasio. 
El patrón de desplazamiento en la fachada oeste del Tennessee Trust Building es visible en otros edificios del centro de Memphis de la época diseñada por Shaw & Pfeil. Por ejemplo, en la Memphis Fire Engine House # 1 (1910) y la Estación de Policía de Memphis (1911) (ambos en el Registro Nacional de Lugares Históricos). El Tennessee Trust Building se agregó al Registro Nacional de Lugares Históricos en 1982.
En 2002, Unison Hotel adquirió la estructura y la convirtió en un hotel boutique de 110 habitaciones.

## Galería

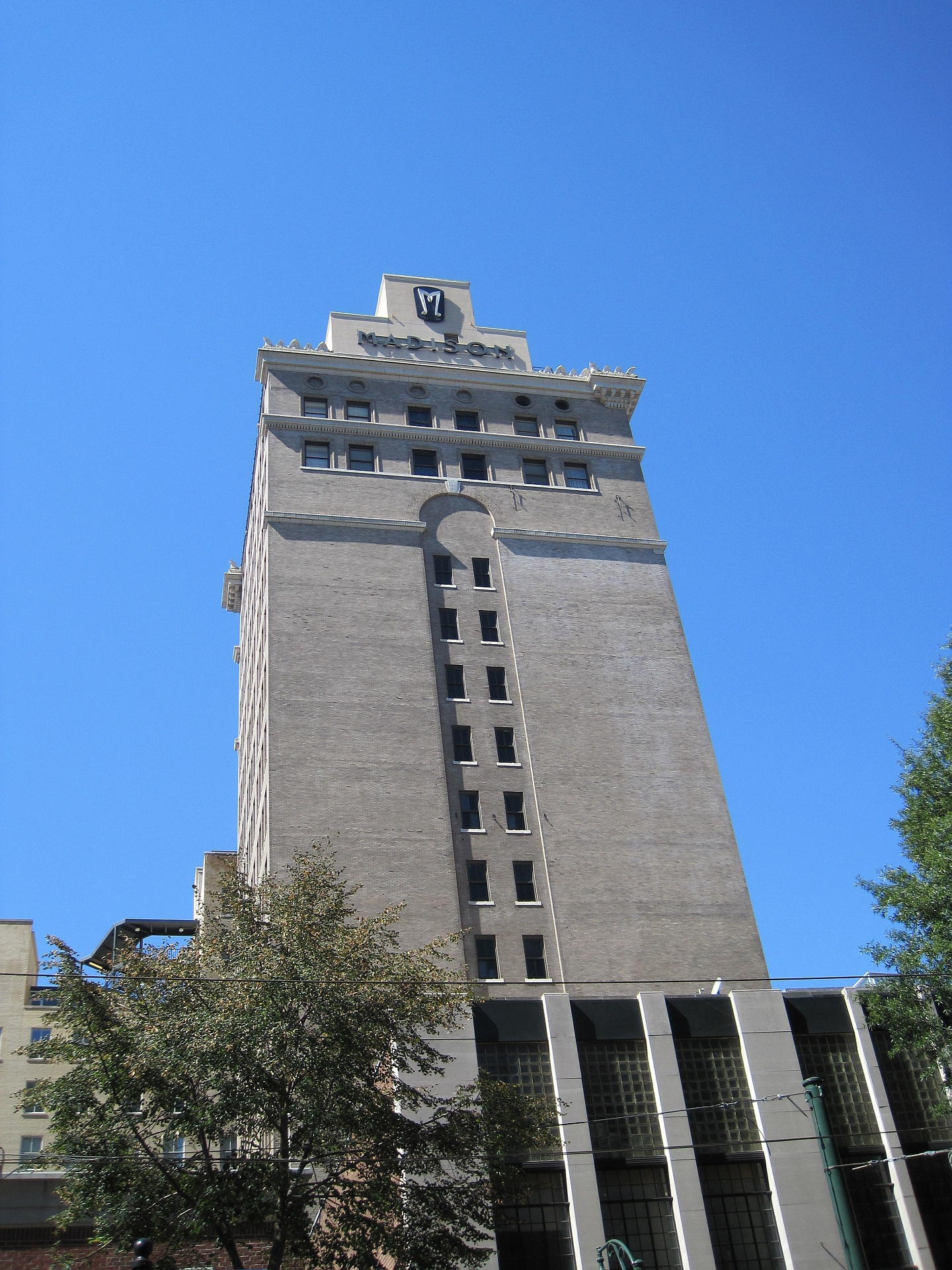
Desde South Main Street
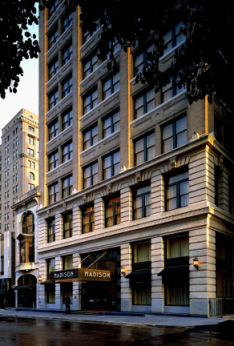
Entrada en Union Street